# Hof van Beroep voor het 1e circuit
Het Hof van Beroep voor het 1e circuit (Engels: United States Court of Appeals for the First Circuit) is een Amerikaanse federale rechtbank in Boston, Massachusetts, die beroepszaken behandelt uit de staten Maine, Massachusetts, Rhode Island en New Hampshire en het Gemenebest van Puerto Rico. De rechtbank heeft zes rechters, en is daarmee het kleinste hof van beroep in de Verenigde Staten. Ondanks het kleine aantal rechters zijn twee van hen - David Souter en Stephen Breyer - later benoemd als rechters van het Hooggerechtshof in Washington D.C.. Breyer is ook de circuit justice voor het 1e circuit.